# Mecometopus rubefactus
Mecometopus rubefactus är en skalbaggsart som beskrevs av Bates 1870. Mecometopus rubefactus ingår i släktet Mecometopus och familjen långhorningar. Inga underarter finns listade i Catalogue of Life.